# Manota roslii
Manota roslii är en tvåvingeart som beskrevs av Heikki Hippa 2006. Manota roslii ingår i släktet Manota och familjen svampmyggor. Inga underarter finns listade i Catalogue of Life.